# Archont eponymos
Archont eponymos (gr. ἄρχων archon – rządzący, ἐπώνυμος eponymos – "dawca imienia, nazwy") – przewodniczący kolegium archontów, zajmował się sprawami wewnętrznymi Aten. Od jego imienia nazywano rok. Przed reformami Solona, dostęp do tego urzędu mieli jedynie eupatrydzi.